# Quyền LGBT ở Croatia
Quyền đồng tính nữ, đồng tính nam, song tính và chuyển giới ở Croatia đã được mở rộng trong những năm gần đây nhưng người LGBT vẫn có thể phải đối mặt với một số thách thức pháp lý mà những người không phải là LGBT không gặp phải. Đồng tính luyến ái là lần đầu tiên trong lịch sử Croatia de jure bị hình sự hóa vào năm 1951 trong khi Croatia là thành phần liên bang của CHLBXHCN Nam Tư. Cả hai hoạt động tình dục đồng giới nam và nữ đã được hợp pháp hóa tại Croatia vào năm 1977 với việc đưa ra bộ luật hình sự của Croatia. Độ tuổi đồng ý đã được cân bằng vào năm 1998.
Tình trạng của các mối quan hệ đồng tính được chính thức công nhận lần đầu tiên vào năm 2003 theo luật liên quan đến việc sống chung không đăng ký. Theo kết quả của trưng cầu dân ý năm 2013, Hiến pháp Croatia định nghĩa hôn nhân chỉ là sự kết hợp giữa phụ nữ và nam giới, nghiêm cấm kết hôn đồng giới. Tuy nhiên, kể từ khi Đạo luật Đối tác Cuộc sống được ban hành năm 2014, các cặp đồng giới đã thực sự được hưởng các quyền ngang bằng với các cặp vợ chồng dị tính trong mọi thứ trừ quyền nhận con nuôi. Tuy nhiên, luật riêng biệt cung cấp cho các cặp đồng giới một cơ chế tương tự như nhận con nuôi theo bước gọi là "giám hộ đối tác". Croatia cấm mọi sự phân biệt đối xử vì lý do khuynh hướng tình dục, bản dạng giới và biểu hiện giới.
Các đảng chính trị trung tả, trung tâm và xanh lá cây nói chung là những người ủng hộ chính quyền LGBT, trong khi các đảng chính trị cánh hữu, trung hữu và các phong trào gần với Giáo hội Công giáo La Mã đã tham gia phản đối việc mở rộng quyền. Năm 2015, Hiệp hội đồng tính nữ, đồng tính nam, song tính, chuyển giới và liên giới tính quốc tế (ILGA) xếp hạng Croatia về thứ 5 về quyền LGBT trong số 49 quan sát được các nước châu Âu, đại diện cho sự cải thiện so với năm trước vị trí thứ 12 Croatia là một trong số 11 quốc gia thành viên tạo nên Nhóm LGBT Core tại Hoa Kỳ về chấm dứt bạo lực và phân biệt đối xử.

## Chống phân biệt đối xử
Luật Chống phân biệt đối xử năm 2008 bao gồm khuynh hướng tình dục, bản dạng giới và thể hiện bản thân theo giới tính trong danh sách các danh mục được bảo vệ chống phân biệt đối xử khi truy cập vào các dịch vụ công cộng và tư nhân hoặc truy cập đến các cơ sở phục vụ công chúng.
Các chỉ thị chống phân biệt đối xử khác cấm phân biệt đối xử dựa trên giới tính, biểu hiện giới tính và/hoặc khuynh hướng tình dục đã được đưa vào nhiều bộ luật khác nhau kể từ năm 2003:
- Bộ luật hình sự (bao gồm pháp luật tội phạm kì thị và "phân biệt chủng tộc và phân biệt đối xử khác");
- Luật Bình đẳng giới;
- Luật Tố tụng hình sự;
- Luật khoa học và nghiên cứu cao hơn;
- Luật truyền thông;
- Luật truyền thông điện tử (chống phân biệt đối xử dựa trên xu hướng tính dục, bản dạng giới và biểu hiện giới);
- Đạo luật hợp tác cuộc sống;
- Luật lao động;
- Luật thể thao;
- Luật tị nạn;
- Luật tình nguyện (chống phân biệt đối xử dựa trên xu hướng tính dục, bản dạng giới và biểu hiện giới).

### Luật tội phạm kì thị
Từ năm 2006, quốc gia này đã có luật tội phạm kì thị tại chỗ bao gồm khuynh hướng tình dục. Luật này được áp dụng lần đầu tiên vào năm 2007, khi một người đàn ông tấn công dữ dội vào cuộc diễu hành Zagreb Pride bằng chai cháy đã bị kết án và bị kết án 14 tháng tù. Vào ngày 1 tháng 1 năm 2013, Bộ luật hình sự mới đã được giới thiệu với sự công nhận tội phạm thù hận dựa trên bản dạng giới.

#### Hợp tác với cảnh sát
LGBT các hiệp hội Zagreb Pride, Iskorak và Kontra đã hợp tác với cảnh sát từ năm 2006 khi Croatia lần đầu tiên nhận ra tội ác căm thù dựa trên xu hướng tình dục. Do sự hợp tác đó, cảnh sát đã đưa giáo dục về tội ác căm thù đối với người LGBT vào chương trình đào tạo của họ vào năm 2013. Vào tháng Tư cùng năm, Bộ trưởng Bộ Nội vụ, Ranko Ostojić, cùng với các quan chức từ Bộ của ông ra mắt một chiến dịch quốc gia cùng với Iskorak và Kontra để khuyến khích người LGBT báo cáo tội phạm kì thị. Chiến dịch đã bao gồm các bảng quảng cáo ánh sáng thành phố ở bốn thành phố (Zagreb, Split, Pula, và Osijek), phát tờ rơi cho công dân ở bốn thành phố đó và phát tờ rơi trong các đồn cảnh sát trên cả nước.

## Hiến máu
Theo quy định của viện Croatia về truyền máu (Hrvatski zavod za transfuzijsku medicinu), những người thực hành hành vi tình dục với những người cùng giới bị cấm hiến máu.

## Nghĩa vụ quân sự
Người LGBT không bị cấm tham gia nghĩa vụ quân sự. Bộ Quốc phòng không có quy tắc nội bộ nào liên quan đến người LGBT, nhưng nó tuân theo quy định ở cấp tiểu bang, trong đó nghiêm cấm phân biệt đối xử trên cơ sở khuynh hướng tình dục. Một số báo cáo phương tiện truyền thông cho rằng hầu hết những người đồng tính nam phục vụ trong quân đội thường quyết định giữ kín xu hướng tình dục của họ, nhưng cũng có những báo cáo cho thấy Lực lượng Vũ trang Croatia rất coi trọng sự phân biệt đối xử và sẽ không tha thứ kẻ kì thị
p trong số các nhân viên của nó.

### Trường hợp phân biệt đối xử
Trường hợp phân biệt đối xử duy nhất được biết đến trong Quân đội Croatia là trường hợp tuyển mộ Aldin Petrić năm 1998 từ Rijeka. Vào tháng 7 năm 1998, Petrić đã trả lời giấy triệu tập dự thảo của mình và báo cáo với doanh trại tại Pula nơi anh ta nói với sĩ quan cấp cao của mình trong một cuộc trò chuyện riêng rằng anh ta là người đồng tính tuy nhiên thông tin nhanh chóng lan truyền qua doanh trại dẫn đến việc Petrić bị đồng đội lạm dụng. binh lính và các sĩ quan khác. Petrić liên tục yêu cầu được chuyển đến một doanh trại khác nhưng yêu cầu của anh ta không được đáp ứng. Vào ngày 22 tháng 7, Petrić đã bị đuổi khỏi quân đội vì "sự xáo trộn không xác định về sở thích tình dục" (Mã F65.9 từ Phân loại Rối loạn Tâm thần và Hành vi của Tổ chức Y tế Thế giới năm 1992, tuy nhiên không đặc biệt coi đồng tính luyến ái là rối loạn tâm lý). Sau khi Petrić bị đuổi khỏi quân đội, cha mẹ anh đã phát hiện ra đồng tính luyến ái của mình và trục xuất anh ra khỏi nhà. Petrić sau đó đã kiện Bộ Quốc phòng vì những thiệt hại, với lý do "các chính sách phân biệt đối xử, sự miễn trừ chính thức đối với việc lạm dụng và chấn thương tâm lý". Vào tháng 10 năm 1998, Bộ đã triệu tập Petrić một lần nữa để anh ta hoàn thành nghĩa vụ quân sự mà anh ta từ chối vì sợ cuộc sống của mình. Sau đó Petrić đã tìm kiếm và nhận tị nạn chính trị ở Canada.

## Điều kiện sống
Thành phố thủ đô Zagreb là nơi có bối cảnh đồng tính lớn nhất, bao gồm câu lạc bộ đồng tính và quán bar, cộng với nhiều địa điểm khác thường được quảng cáo là thân thiện với người đồng tính. Zagreb cũng là nơi có trung tâm LGBT đầu tiên ở Croatia và tổ chức "Queer Zagreb", trong số nhiều hoạt động khác thúc đẩy sự bình đẳng thông qua liên hoan Queer Zagreb và Queer MoMenti (một chương trình phim hàng tháng đang diễn ra dành riêng cho điện ảnh LGBT). Trung tâm LGBT thứ hai của Croatia đã chính thức được khai trương vào Split vào ngày 24 tháng 5 năm 2014 và trung tâm thứ ba tại Rijeka vào ngày 16 tháng 10 năm 2014 được gọi là LGBTIQ + Druga Rijeka. Những nơi khác tổ chức các bữa tiệc LGBT và là nơi ở của những nơi thân thiện với người đồng tính như quán bar, câu lạc bộ và bãi biển là Rijeka, Osijek, Hvar, Rab, Rovinj, Dubrovnik, v.v.

### LGBT Pride và các cuộc tuần hành khác

#### Zagreb Pride

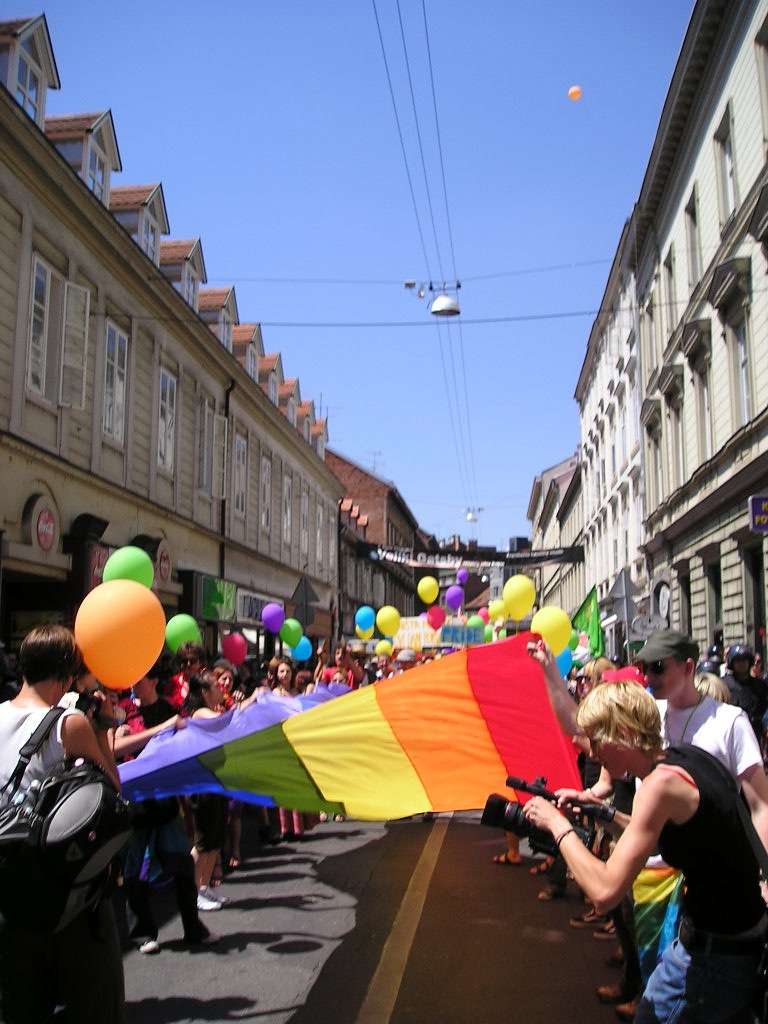
Zagreb Pride 2007

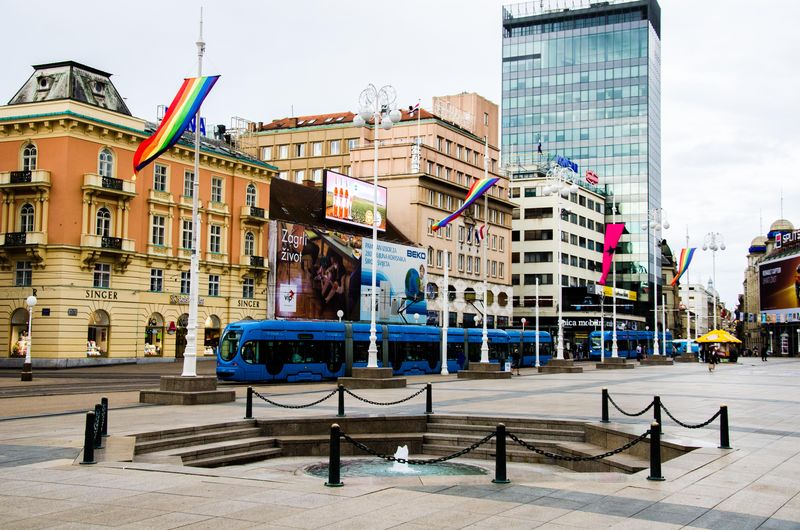
Cờ LGBT ở Zagreb trong Tuần lễ Tự hào Zagreb.

Niềm tự hào đầu tiên ở Croatia diễn ra vào ngày 29 tháng 6 năm 2002 tại thủ đô Zagreb. Sự ủng hộ của công chúng ngày càng tăng và số lượng người tham gia cũng tăng nhanh qua từng năm, nhưng các cuộc tuần hành cũng đã trải qua sự phản đối dữ dội của công chúng. Năm 2006, cuộc tuần hành có một đặc điểm khu vực, nhằm hỗ trợ những người đến từ các quốc gia nơi các biểu hiện như vậy bị chính quyền nghiêm cấm. Biểu hiện năm 2011 là cuộc biểu tình Pride lớn nhất tại Croatia vào thời điểm đó, và diễn ra mà không có sự cố bạo lực nào. Nó cũng được báo cáo rằng số lượng cảnh sát cung cấp an ninh tại sự kiện này thấp hơn so với trường hợp trong những năm trước. Tính đến tháng 1 năm 2018, sự kiện năm 2013 là sự kiện lớn nhất cho đến nay, với 15.000 người tham gia.

#### Split Pride
Niềm tự hào LGBT đầu tiên trong Split đã diễn ra vào ngày 11 tháng 6 năm 2011. Tuy nhiên, cuộc tuần hành tỏ ra có vấn đề vì an ninh chính thức không đủ mạnh để ngăn chặn các sự cố nghiêm trọng, do đó người tham dự LGBT phải được lãnh đạo Để an toàn. Hàng trăm người biểu tình chống đồng tính đã bị bắt và sự kiện cuối cùng đã bị hủy bỏ.
Ngay sau sự kiện này, các bộ phận của truyền thông quốc gia đã lên tiếng ủng hộ những người tham dự LGBT, kêu gọi mọi người "diễu hành trong thời gian tới Zagreb Pride". Vào ngày 9 tháng 6 năm 2012, hàng trăm người tham gia đã tuần hành tại Rijeka, thành phố lớn thứ ba ở Croatia. Cuộc tuần hành được tổ chức để hỗ trợ Split Pride. Nỗ lực thứ hai trong việc tổ chức một sự kiện vào năm 2012 đã thành công hơn, sau khi nhận được sự ủng hộ của công chúng từ giới truyền thông Croatia, những người nổi tiếng quốc gia và các chính trị gia. Năm bộ trưởng từ chính phủ và các nhân vật công cộng khác đã tham gia. Năm 2013, cuộc tuần hành đã diễn ra mà không có một sự cố nào, và đây là lần đầu tiên ở Croatia, thị trưởng của thành phố tham gia.

#### Osijek Pride
Cuộc diễu hành niềm tự hào LGBT đầu tiên trong Osijek đã diễn ra vào ngày 6 tháng 9 năm 2014. Nó được tổ chức bởi Hiệp hội OsOek LGBT LiberOs. Không có sự cố, và hơn 300 người tham dự. Bộ trưởng Bộ Kinh tế, cũng như các nhà hoạt động LGBT của Serbia và Hy Lạp đã tham dự.

#### Diễu hành khác

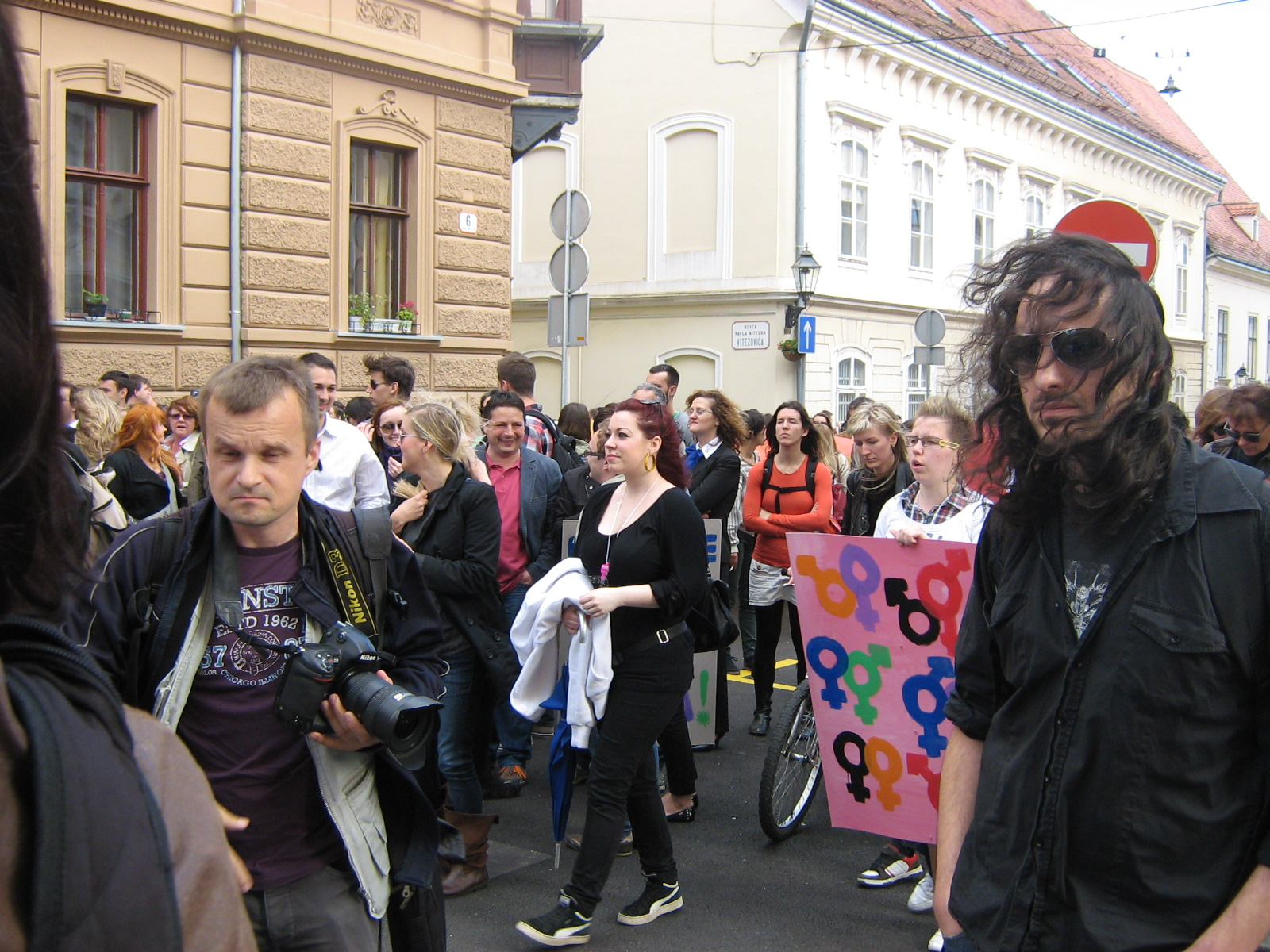
Tháng 3 cho hôn nhân bình đẳng 2013

Vào ngày 27 tháng 5 năm 2013, khoảng 1.500 người tham gia tại Zagreb đã tuần hành ủng hộ bình đẳng hôn nhân từ công viên Zrinjevac đến St. Quảng trường Mark, trụ sở của Chính phủ Croatia, quốc hội Croatia và Tòa án hiến pháp Croatia. Vào ngày 30 tháng 11 năm 2013, một ngày trước khi trưng cầu dân ý đã diễn ra, khoảng một ngàn người đã tuần hành tại thành phố Zagreb để ủng hộ bình đẳng hôn nhân. Các cuộc hỗ trợ cũng diễn ra tại Pula, Split và Rijeka tập hợp hàng trăm người.

##### Balkans xuyên tháng ba
Cuộc diễu hành đầu tiên của Trans Inter trong Balkans đã diễn ra tại Zagreb vào ngày 30 tháng 3 năm 2019. Khoảng 300 người diễu hành qua các đường phố của Zagreb kêu gọi bảo vệ tốt hơn intersex  trẻ em, và kết thúc chung để phân biệt đối xử. Khách từ Slovenia, Serbia, Romania, Đức, Vương quốc Anh, Thụy Sĩ và Bosnia và Herzegovina đã tham gia tuần hành. Nó được tổ chức bởi Trans Aid, Trans Network Balkans và Spektra. Cuộc tuần hành diễn ra mà không có sự cố.

## Bảng tóm tắt
| Quyền | Tình trạng                                                   |
| --- | ------------------------------------------------------------ |
| Hoạt động tình dục đồng giới hợp pháp                                                                                       | (Từ năm 1977)                                                |
| Độ tuổi đồng ý cân bằng (15)                                                                                                | (Từ năm 1998)                                                |
| Luật chống phân biệt đối xử trong việc làm                                                                                  | (Từ năm 2003)                                                |
| Luật chống phân biệt đối xử trong việc cung cấp hàng hóa và dịch vụ                                                         | (Since 2003)                                                 |
| Luật chống phân biệt đối xử trong tất cả các lĩnh vực khác (bao gồm phân biệt đối xử gián tiếp, ngôn từ kích động thù địch) | (Từ năm 2003)                                                |
| Hôn nhân đồng giới | (Hiến pháp cấm từ năm 2013)                                  |
| Công nhận các cặp đồng giới (ví dụ. sống thử không đăng ký, quan hệ bạn đời trọn đời)                                       | (Từ năm 2003; Quan hệ bạn đời trọn đời từ năm 2014)          |
| Nhận nuôi con riêng của các cặp đồng tính                                                                                   | (Since 2014)                                                 |
| Nhận nuôi con chung của các cặp đồng tính                                                                                   | (Từ năm 2022)                                                |
| Người độc thân nhận con nuôi bất kể xu hướng tính dục                                                                       | Yes                                                          |
| Người LGBT được phép công khai phục vụ trong quân đội                                                                       | Yes                                                          |
| Quyền thay đổi giới tính hợp pháp                                                                                           | Yes                                                          |
| Tiếp cận IVF cho các cặp đồng tính nữ                                                                                       | No                                                           |
| Liệu pháp chuyển đổi bị pháp luật cấm                                                                                       | No                                                           |
| Mang thai hộ thương mại cho các cặp đồng tính nam                                                                           | (Bất hợp pháp cho tất cả mọi người bất kể xu hướng tính dục) |
| NQHN được phép hiến máu | No                                                           |